# Copiapoa longistaminea
Copiapoa longistaminea är en art inom randkaktussläktet och familjen kaktusväxter, som har sin naturliga utbredning i Chile.

## Beskrivning
Copiapoa longistaminea är en cylindrisk grågrön kaktus som blir 30 till 50 centimeter hög och 7 till 11 centimeter i diameter. Den bildar ofta tuvor som kan bli 0,5 till 1 meter i diameter. De enskilda stammarna är uppdelade i 15 till 21 åsar som blir 5 till 10 millimeter höga och 10 till 20 millimeter breda. Längs åsarna sitter 0 till 1 centraltagg som är rak och mörkt rödbrun. Runt denna sitter 3 till 5 radiärtaggar som blir 1 till 3 centimeter långa. Blommorna är gula, trattformade och blir 2,2 till 2,5 centimeter i diameter. Frukten är blekgrön och 10 millimeter stor. Fröna är 1 millimeter stora.

## Synonymer
Copiapoa cinerea var. longistaminea (F.Ritter) Slaba 1997
Copiapoa calderana ssp. longistaminea (F.Ritter) N.P.Taylor 1998